# Donal Patrick Michael Barrington
Donal Patrick Michael Barrington (irisch Domhnaill Pádraig Mícheál Ó Bearáin; * 28. Februar 1928 in Glasnevin, Dublin, Irland; † 3. Januar 2018 in Dublin) war ein irischer Jurist.

## Leben
Barrington absolvierte ein rechtswissenschaftliches Studium am University College Dublin. Er legte das Barristerexamen am King’s Inns ab und wurde Rechtsanwalt (Barrister). Später wurde er auch Senior Counsel. 
Mit Wirkung vom 14. März 1979 wurde er an den High Court berufen und blieb dort bis 1989. Von 1989 bis zum 27. Mai 1996 war er Richter am Gericht erster Instanz. Am 1. Juni 1996 ernannte ihn die irische Präsidentin Mary Robinson zum Richter am Supreme Court. Dort verblieb er bis Juni 2000 und ging dann in den Ruhestand.
Von 2001 bis 2002 war Barrington zum Präsidenten der Irischen Menschenrechtskommission bestimmt worden, die 2014 aufgelöst wurde. 
Barrington war verheiratet und hatte vier Kinder.